# Ширяев, Иван Геннадьевич
Ива́н Генна́дьевич Ширя́ев (эсп. Ivan Ŝirjaev, псевдоним Ivan Malfeliĉulo с эсп. — «Иван Горемыка»; 11 апреля 1877 — 23 октября 1933) — русский священник, переводчик и автор нескольких рассказов на эсперанто. Инициатор и главный редактор «Энциклопедии эсперанто».

## Биография
Иван Ширяев родился 11 апреля 1877 года в Веретее в Ярославской губернии. В 1899 году окончил Ярославскую семинарию. Следующие пять лет работал учителем. В 1904 году стал сельским священником под Вологдой: сначала в селе Тимохово, а потом в селе Зиновьево Пошехонского уезда, где и был захоронен после смерти в 1933 году.
Начиная с 1895 года, когда Ширяев изучил эсперанто, и до самой смерти русский священник активно поддерживал зарождающееся эсперанто-движение. Он участвовал в различных литературных конкурсах, сотрудничал со многими эсперантистскими журналами, много писал и переводил.
Основная заслуга Ширяева — инициатива создания энциклопедии эсперанто. Для этого он в течение многих лет до мая 1930 года собирал материалы для энциклопедии; сам написал и упорядочил по алфавиту 2092 статьи. Двухтомное иллюстрированное издание «Энциклопедии эсперанто» было опубликовано в 1934 году уже после его смерти. На титульном листе значилось, что Иван Ширяев — инициатор и главный редактор данной книги. Второе издание вышло в свет в 1979 году в Будапеште старанием Венгерской эсперанто-ассоциации.

## Избранные произведения
По мнению критиков эсперанто-литературы, Ширяев был талантливым новеллистом, способным глубоко анализировать действительность. Его перу принадлежат:
- «Без названия» (Sen titolo, 1905) — автобиографический роман, изданный в Вене в 1995 году. Считается одним из первых романов на эсперанто.
- «Семь рассказов» (Sep rakontoj, 1906)
- «Цыганка» (La ciganino, 1907, отпечатано шрифтом Брайля)
- «Сквозь заколдованное место» (Tra la loko ensorĉita, 1913)

За свои литературные сочинения Ширяев был премирован на конкурсе эсперанто-литературы.

## Переводы на эсперанто
- «Война и мир» Льва Толстого,
- «Братья Карамазовы» Фёдора Достоевского,
- Божественная Литургия Святого Иоанна Златоуста.